# Toplické povstání
Toplické povstání (srbsky Топлички устанак) bylo vojenské povstání Srbů proti bulharské okupaci během první světové války. K povstání došlo v oblasti Toplického okruhu v jižní části Srbska, které od roku 1915 okupovalo Rakousko-Uhersko a Bulharsko. Zapojily se do něj partyzánské oddíly srbských četniků pod vedením Kosty Vojinoviće, které ovládly města Kuršumlija, Lebane, Prokuplje a Blace. Srbští povstalci však byli silami Ústředních mocností během měsíce poraženi a povstání bylo krvavě potlačeno. Srbské ztráty se odhadují na přibližně 15 až 20 000 usmrcených, z nichž většinu představovali civilisté. Toplické povstání představuje jediné větší ozbrojené povstání, ke kterému došlo za první světové války na území okupovaném Ústředními mocnostmi.

## Galerie

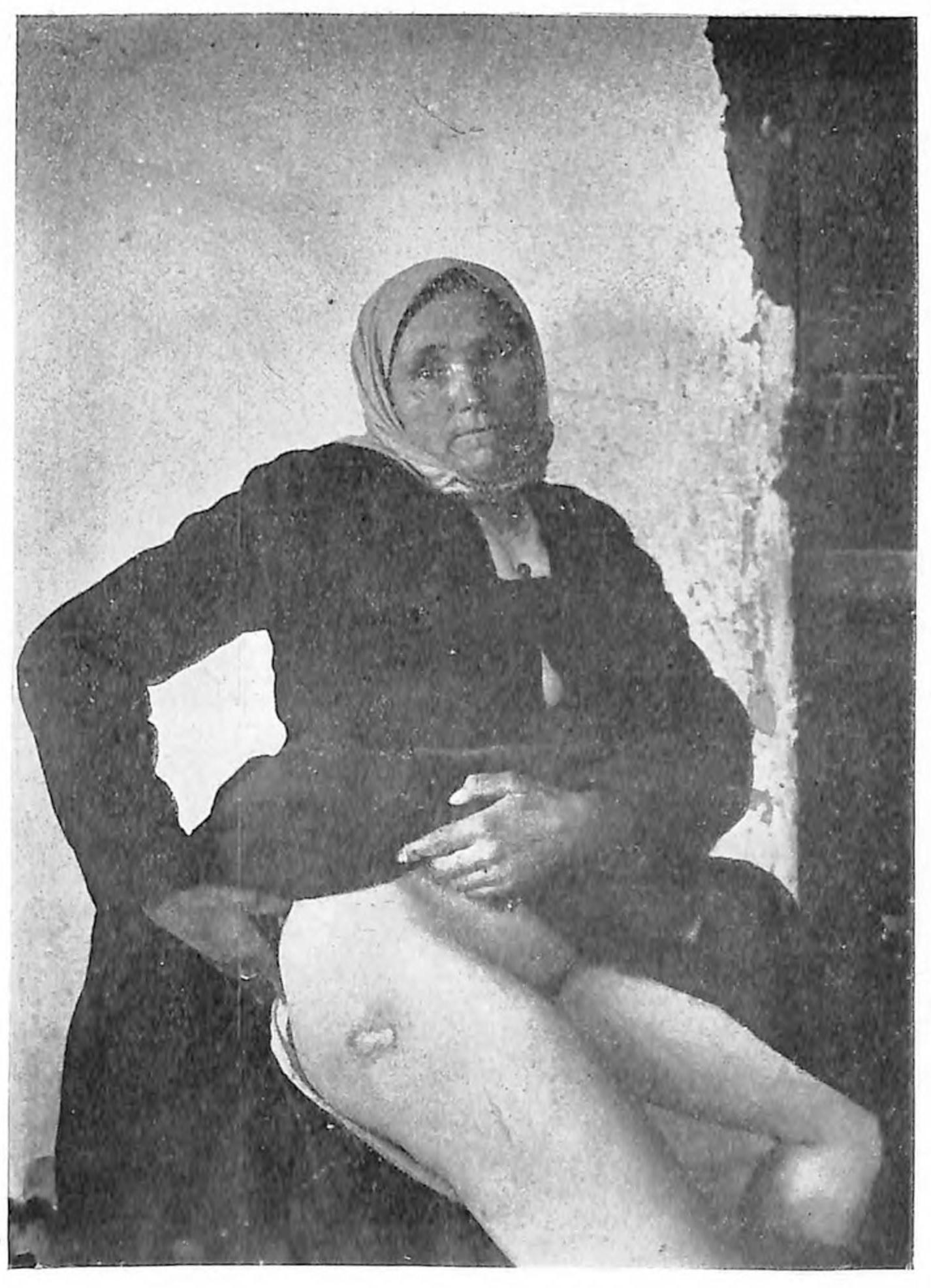
Srbka ukazující následky zbití bulharskými vojáky
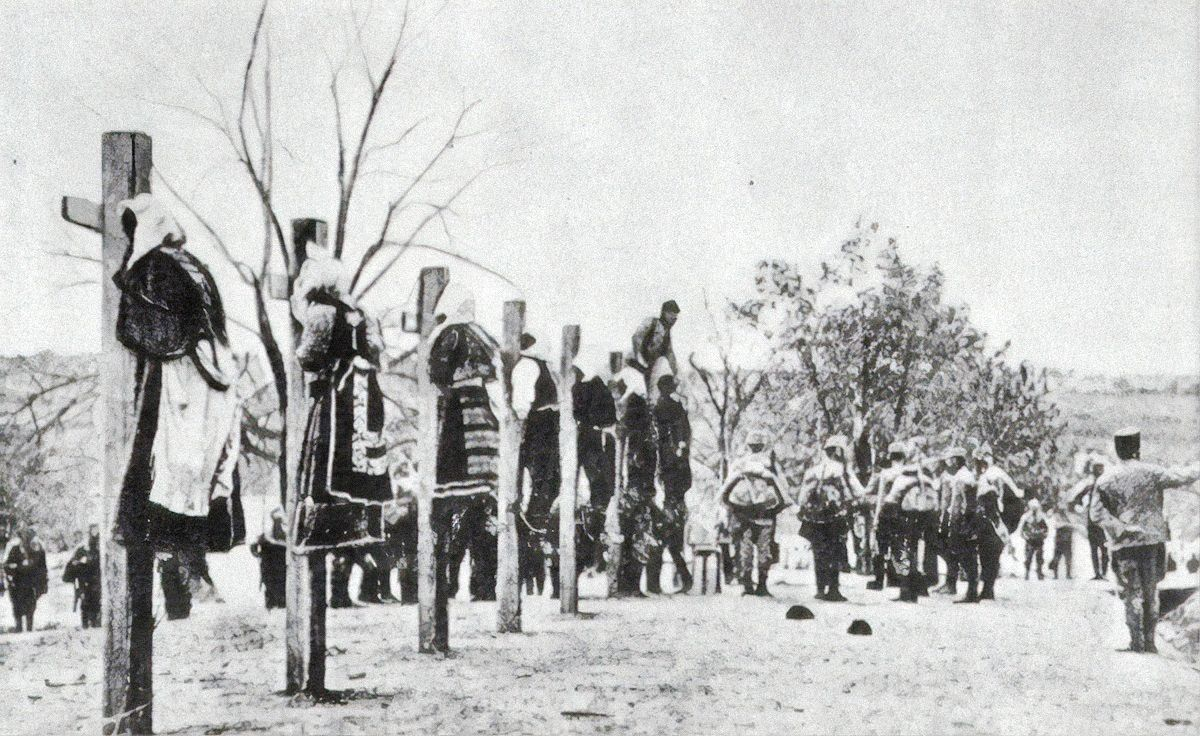
Hromadná poprava srbských civilistů
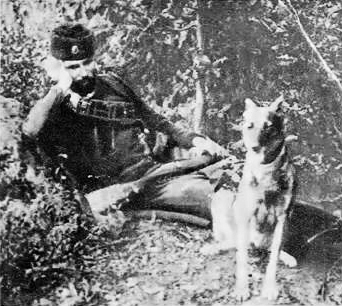
Kosta Pećanac během povstání
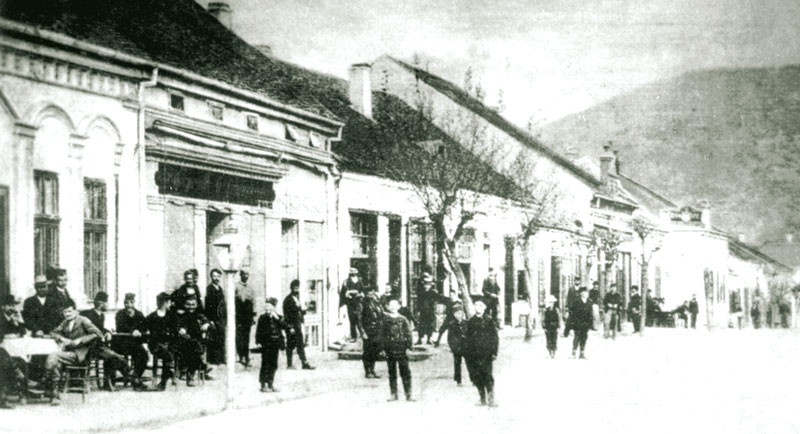
Město Kuršumlija v průběhu povstání
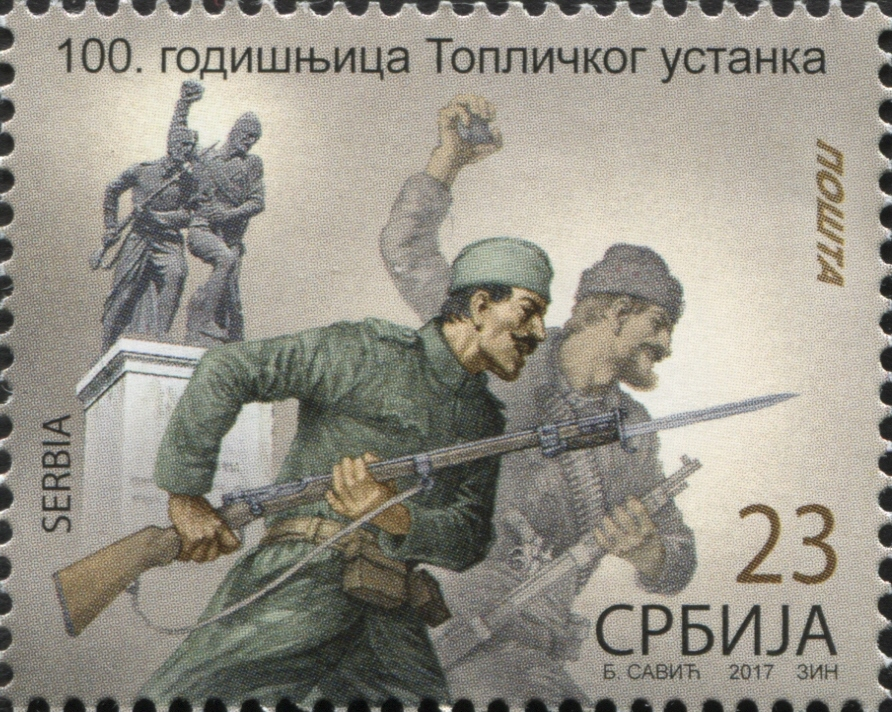
Srbská poštovní známka připomínající 100 let od povstání
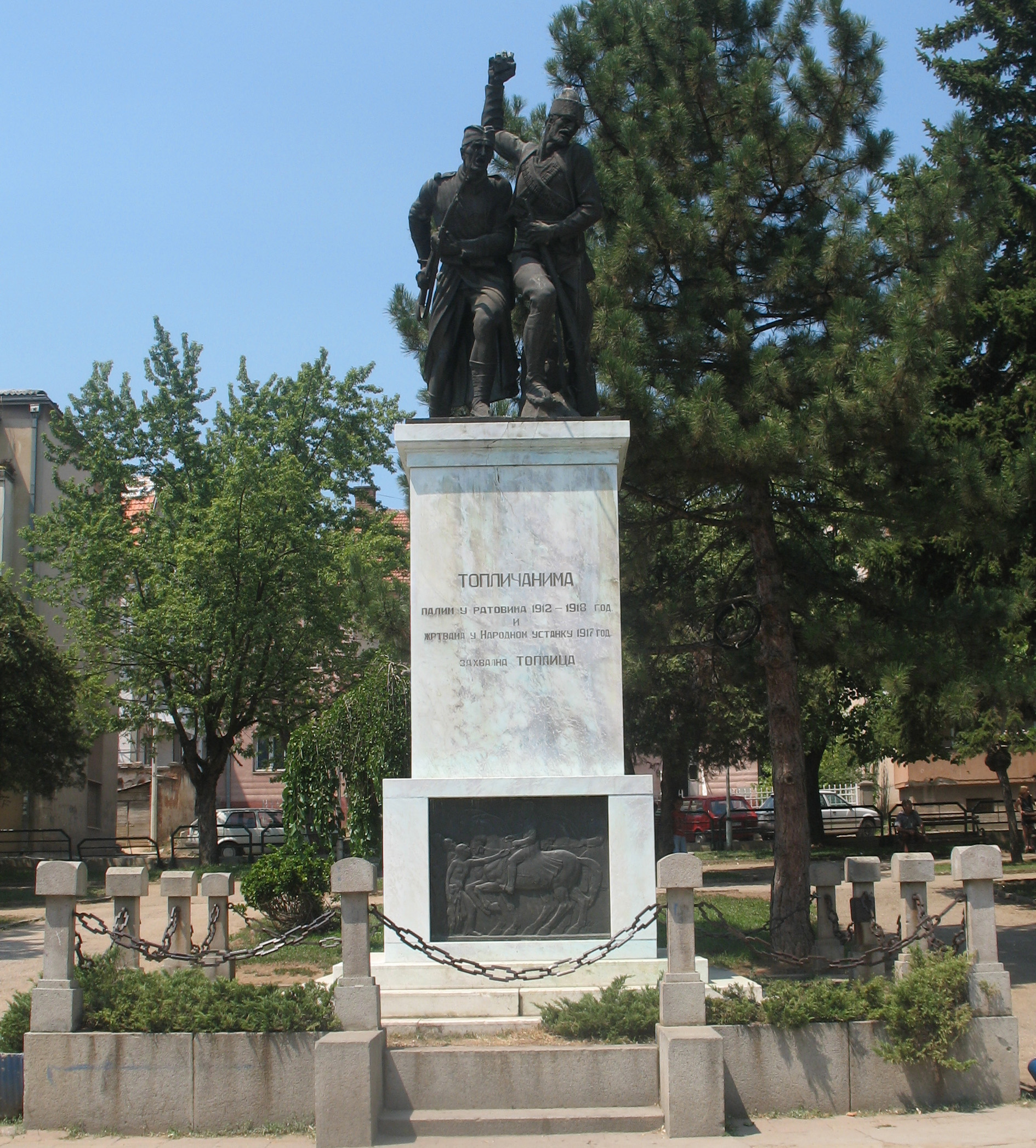
Památník padlých v městě Prokuplje